# Tiro com arco nos Jogos Olímpicos de Verão de 2000 - Equipes masculinas
A prova por equipes masculina do tiro com arco nos Jogos Olímpicos de Verão de 2000 de 16 a 22 de setembro daquele ano no Sydney International Archery Park, em Sydney, no Austrália.
Um total de 14 equipes competiram na terceira participação do evento de tiro com arco redondo da equipe olímpica. A rodada de classificação, que determinou as sementes para todas as equipes, também serviu como rodada de classificação para a competição individual e foi realizada em 16 de setembro de 2000. Cada arqueiro disparou 72 flechas, e as pontuações dos três arqueiros de cada equipe foram somadas para dar um pontuação da rodada de classificação da equipe. Um torneio frente a frente de eliminação única foi realizado em 22 de setembro. Durante cada rodada da competição, cada arqueiro disparou nove flechas para uma pontuação da equipe baseada em 27 flechas. Os perdedores das semifinais se enfrentaram em uma partida pela medalha de bronze, enquanto os times derrotados antes disso receberam classificações dentro do grupo de outros times derrotados em sua rodada com base na pontuação naquela rodada.
A seleção sul-coreana, que conquistou os três primeiros lugares na rodada de classificação, mas viu cada um de seus membros sofrer derrotas nas eliminatórias individuais, venceu por margens confortáveis nas eliminatórias por equipes para levar a medalha de ouro. O trio estabeleceu um novo recorde mundial para uma partida de equipes com 27 flechas nas quartas de final, com uma pontuação de 258 de 270 possíveis. Itália e Rússia conseguiram derrotar duas equipes com melhor classificação antes de cair para os coreanos; isso deu à Itália a medalha de prata e colocou a Rússia na disputa pela medalha de bronze contra os Estados Unidos. Os russos forçaram o primeiro desempate da seleção olímpica contra os americanos naquela partida, perdendo por 29-26 nesse desempate.

## Medalhistas
Por equipes, os sul-coreanos conseguiram o ouro, enquanto o trio italiano e estadunidense ficaram com a prata e o bronze respectivamente.
|  | KOR Coreia do Sul                      |  | ITA Itália                                     |  | USA Estados Unidos                   |
|  | Jang Yong-ho Kim Chung-tae Oh Kyo-moon |  | Matteo Bisiani Ilario Di Buò Michele Frangilli |  | Butch Johnson Rod White Vic Wunderle |

## Resultados

### Rodada classificatória
A classificação das equipes masculinas foi determinada pela soma das pontuações da rodada de classificação dos três membros.
| Pos. | Nação                | Arqueiros                                           | Placar |
| ---- | -------------------- | --------------------------------------------------- | ------ |
| 1    | Coreia do Sul (KOR)  | Jang Yong-Ho Kim Chung-tae Oh Kyo-Moon              | 1980   |
| 2    | Estados Unidos (USA) | Butch Johnson Rod White Vic Wunderle                | 1921   |
| 3    | Cazaquistão (KAZ)    | Aleksandr Li Vadim Shikarev Stanislav Zabrodsky     | 1916   |
| 4    | Turquia (TUR)        | Özdemir Akbal Hasan Orbay Serdar Şatır              | 1899   |
| 5    | Países Baixos (NED)  | Wietse van Alten Fred van Zutphen Henk Vogels       | 1899   |
| 6    | Itália (ITA)         | Matteo Bisiani Ilario Di Buò Michele Frangilli      | 1895   |
| 7    | Suécia (SWE)         | Mattias Eriksson Niklas Eriksson Magnus Petersson   | 1891   |
| 8    | China (CHN)          | Fu Shengjun Tang Hua Yang Bo                        | 1886   |
| 9    | Ucrânia (UKR)        | Serhiy Antonov Viktor Kurchenko Ihor Parkhomenko    | 1878   |
| 10   | Austrália (AUS)      | Simon Fairweather Matthew Gray Scott Hunter-Russell | 1876   |
| 11   | França (FRA)         | Sébastien Flute Jocelyn de Grandis Lionel Torres    | 1874   |
| 12   | Rússia (RUS)         | Bair Badënov Yuri Leontiev Balzhinima Tsyrempilov   | 1870   |
| 13   | Japão (JPN)          | Yuji Hamano Masafumi Makiyama Takayoshi Matsushita  | 1841   |
| 14   | Noruega (NOR)        | Martinus Grov Lars Erik Humlekjær Bård Nesteng      | 1839   |

### Fase final
|  | Oitavas de final | Oitavas de final    | Oitavas de final |  |  | Quartas de final | Quartas de final     | Quartas de final     |     |    | Semifinais          | Semifinais          | Semifinais |                     |                     | Final                | Final | Final |
|  |                  |                     |                  |  |  |                  |                      |                      |     |    |                     |                     |            |                     |                     |                      |       |       |
|  |                  |                     |                  |  |  |                  |                      |                      |     |    |                     |                     |            |                     |                     |                      |       |       |
|  |                  |                     |                  |  |  | 1                | Coreia do Sul (KOR)  | 258                  |     |    |                     |                     |            |                     |                     |                      |       |       |
|  | 9                | Ucrânia (UKR)       | 244              |  |  | 9                | Ucrânia (UKR)        | 236                  |     |    |                     |                     |            |                     |                     |                      |       |       |
|  | 8                | China (CHN)         | 235              |  |  |                  |                      |                      |     | 1  | Coreia do Sul (KOR) | 240                 |            |                     |                     |                      |       |       |
|  | 12               | Rússia (RUS)        | 248              |  |  |                  | 12                   | Rússia (RUS)         | 229 |    |                     |                     |            |                     |                     |                      |       |       |
|  | 5                | Países Baixos (NED) | 241              |  |  | 12               | Rússia (RUS)         | 247                  |     |    |                     |                     |            |                     |                     |                      |       |       |
|  | 4                | Turquia (TUR)       | 253              |  |  | 4                | Turquia (TUR)        | 245                  |     |    |                     |                     |            |                     |                     |                      |       |       |
|  | 13               | Japão (JPN)         | 231              |  |  |                  |                      |                      |     |    | 1                   | Coreia do Sul (KOR) | 255        |                     |                     |                      |       |       |
|  | 3                | Cazaquistão (KAZ)   | 246              |  |  |                  | 6                    | Itália (ITA)         | 247 |    |                     |                     |            |                     |                     |                      |       |       |
|  | 14               | Noruega (NOR)       | 241              |  |  | 3                | Cazaquistão (KAZ)    | 244                  |     |    |                     |                     |            |                     |                     |                      |       |       |
|  | 6                | Itália (ITA)        | 250              |  |  | 6                | Itália (ITA)         | 249                  |     |    |                     |                     |            |                     |                     |                      |       |       |
|  | 11               | França (FRA)        | 239              |  |  |                  |                      |                      |     | 6  | Itália (ITA)        | 244                 |            | Disputa pelo bronze | Disputa pelo bronze | Disputa pelo bronze  |       |       |
|  | 7                | Suécia (SWE)        | 241              |  |  |                  | 2                    | Estados Unidos (USA) | 241 |    |                     |                     |            |                     |                     |                      |       |       |
|  | 10               | Austrália (AUS)     | 238              |  |  | 7                | Suécia (SWE)         | 244                  |     |    |                     |                     |            |                     | 2                   | Estados Unidos (USA) | 23929 |       |
|  |                  |                     |                  |  |  | 2                | Estados Unidos (USA) | 255                  |     | 12 | Rússia (RUS)        | 23926               |            |                     |                     |                      |       |       |
|  |                  |                     |                  |  |  |                  |                      |                      |     |    |                     |                     |            |                     |                     |                      |       |       |